# Matwij Lahodsynskyj
Matwij Lahodsynskyj (ukrainisch Матвій Лагодзинський, rumänisch Matvey Lagodzinsky, auch: Matvei Lagodzinschii; * 5. November 2010) ist ein moldauisch-ukrainischer Snookerspieler.
Er wurde 2020 moldauischer Meister.

## Leben
Matwij Lahodsynskyj lebt in Chișinău.
Neben dem Training in seiner Heimatstadt reist er einmal im Monat nach Kyjiw, wo er unter anderem mit Julian Bojko und Serhij Issajenko trainiert.

## Karriere
Matwij Lahodsynskyj begann im Alter von sechs Jahren mit dem Snookerspielen. Bei seinen ersten internationalen Meisterschaften, der U16-Snookerweltmeisterschaft 2017 und der U18-Europameisterschaft 2019, scheiterte er jeweils in der Gruppenphase. Bei der moldauischen Meisterschaft der Herren erreichte er 2019 das Viertelfinale. Seit 2018 nimmt er regelmäßig an Turnieren in der Ukraine teil, schied aber zumeist früh aus.
Während er Anfang 2020 bei der WSF Junior Open und bei der U21-EM nicht über die Vorrunde hinaus gekommen war, gelangte er bei der U18-Europameisterschaft in die Runde der letzten 48, in der er dem Engländer Connor Benzey unterlag. Im August 2020 wurde Lahodsynskyj im Alter von neun Jahren, acht Monaten und 29 Tagen durch einen 4:1-Finalsieg gegen Titelverteidiger Pavel Baciu moldauischer Meister. Im selben Jahr nahm er zudem erstmals an den ukrainischen Meisterschaften teil und erreichte im 6-Red-Snooker und im Snooker das Achtelfinale. Im Dezember zog er beim Finalturnier des ukrainischen Pokals ins Halbfinale ein, in dem er dem späteren Turniersieger Wladyslaw Wyschnewskyj unterlag.
Im Juni 2021 wurde Lahodsynskyj gemeinsam mit Julian Bojko ukrainischer Mannschaftsmeister, nachdem sie das Finale gegen die Titelverteidiger Denys Chmelewskyj und Anton Kasakow gewonnen hatten. Wenig später wurde er Vizemeister bei den U18-Junioren und sicherte sich bei den Erwachsenen nach einer Halbfinalniederlage gegen Wyschnewskyj die Bronzemedaille. Bei der U18-EM 2021 schied er in der Gruppenphase aus und bei der U21-EM kam er unter die besten 48. Beim Finalturnier des ukrainischen Pokals erreichte er am Jahresende 2021 erneut das Halbfinale.
Anfang 2022 zog Lahodsynskyj bei der ukrainischen 6-Red-Meisterschaft ins Endspiel ein, in dem er sich dem Titelverteidiger Wladyslaw Wyschnewskyj mit 1:4 geschlagen geben musste. Wenige Tage später gelangte er bei der WSF Junior Championship in die Runde der letzten 32 und bei der WSF Championship in die Runde der letzten 64. Nach Beginn des Russischen Überfalls auf die Ukraine gewann Lahodsynskyj im April das in Kyjiw zugunsten der ukrainischen Streitkräfte ausgetragene Benefizturnier Slawa Ukrajini.
Nachdem er bei der U18-EM 2022 ins Achtelfinale gelangt war, scheiterte er bei den U21-Junioren in der Vorrunde und musste bei den U16-Junioren eine Auftaktniederlage im Achtelfinale gegen Kledio Kaçi hinnehmen. Bei der Herren-EM erreichte er die Runde der letzten 64, in der er seinem Landsmann Julian Bojko mit 0:4 unterlag. Im Oktober 2022 zog er bei der ukrainischen Meisterschaft ins Finale ein und verlor mit 1:4 gegen Wladyslaw Wyschnewskyj. Einen Monat später wurde er durch einen 3:0-Finalsieg gegen Hlib Skrynko ukrainischer U21-Meister. Wenige Tage danach trat er in Stockholm zum ersten Mal bei einem Turnier der Amateurserie Q Tour an und erreichte die Runde der letzten 64, in der er dem Engländer George Pragnell unterlag.
Anfang 2023 gewann Lahodsynskyj im Endspiel gegen Denys Chmelewskyj das Shoot-out und erreichte das Halbfinale beim Finalturnier des ukrainischen Pokals, in dem er gegen Chmelewskyj verlor. Im März kam er bei den Europameisterschaften in allen Altersklassen über die erste Runde hinaus; bei den U16-Junioren gelangte er ins Viertelfinale, in den Altersklassen U18 und U21 in die Runde der letzten 32 und bei den Herren in die Runde der letzten 64. Während er bei der 6-Red-EM bereits in der Vorrunde scheiterte, gelangte er bei der Shoot-Out-EM ins Achtelfinale, in dem er dem Malteser Chris Peplow unterlag.
Auf nationaler Ebene erreichte Lahodsynskyj 2023 das Halbfinale bei der 6-Red-Meisterschaft, das Viertelfinale bei der Shoot-Out-Meisterschaft und wurde gemeinsam mit Petro Sydorenko ukrainischer Mannschaftsmeister. Im Sommer 2023 erreichte er beim UBA-Pokal das Endspiel, in dem er sich Tang Li mit 2:3 geschlagen geben musste, und gewann durch einen 5:2-Finalsieg gegen Wladyslaw Wyschnewskyj den ukrainischen Unabhängigkeitspokal. Im Oktober 2023 zog er bei der ukrainischen Meisterschaft ins Endspiel ein, in dem er mit 3:5 gegen Tang Li verlor. Im selben Jahr nahm er in Heilbronn an fünf Turnieren der German Snooker Tour teil, wobei er zweimal das Finale und einmal das Halbfinale erreichte. Bei der ukrainischen Superliha kam er 2023 und 2024 auf den zweiten Platz.
Anfang 2024 scheiterte Lahodsynskyj bei WSF Junior Championship in der Vorrunde und bei der WSF Championship in der Runde der letzten 86. Auch bei den Europameisterschaften 2024 musste er frühe Niederlagen hinnehmen; während er in den Altersklassen U16 und U18 in die Runde der letzten 32 kam, schied er bei den U21-Junioren in der Vorrunde aus und bei den Herren in der Runde der letzten 64. In der Ukraine erreichte er im selben Jahr mehrmals das Halbfinale, unter anderem bei der 6-Red-Meisterschaft, dem B2B-Pokal in Lwiw und der ukrainischen Meisterschaft. Bei der Mannschaftsmeisterschaft bildete er gemeinsam mit Tang Li ein Team und gelangte ins Halbfinale. Beim ukrainischen Unabhängigkeitspokal scheiterte er als Titelverteidiger im Halbfinale am späteren Turniersieger Mychajlo Larkow. Im September 2024 trat er im bulgarischen Sofia zwei Jahre nach seiner ersten Teilnahme zum zweiten Mal bei einem Turnier der Q Tour an und erreichte die Runde der letzten 64.
Im März 2025 zog Lahodsynskyj bei der U16-Europameisterschaft ins Halbfinale ein, in dem er sich dem Polen Krzysztof Czapnik mit 2:4 geschlagen geben musste. Zudem erreichte er bei den U18-Junioren das Achtelfinale und kam bei der U21-EM und der Herren-EM in die Runde der letzten 32. Wenige Tage später erreichte er in Kyjiw beim Billiard-News-Snooker-Club-Pokal das Finale und verlor mit 1:3 gegen Tang Li.

## Erfolge
Einzel
| Ergebnis | Jahr | Turnier                           | Finalgegner            | Endstand |
| -------- | ---- | --------------------------------- | ---------------------- | -------- |
| Sieger   | 2020 | Moldauische Meisterschaft         | Pavel Baciu            | 4:1      |
| Finalist | 2021 | Ukrainische U18-Meisterschaft     | Anton Kasakow          | 2:3      |
| Finalist | 2022 | Ukrainische Meisterschaft (6-Red) | Wladyslaw Wyschnewskyj | 1:4      |
| Sieger   | 2022 | Slawa Ukrajini                    | Serhij Sahorodnij      | (2:0) 1  |
| Finalist | 2022 | Ukrainische Meisterschaft         | Wladyslaw Wyschnewskyj | 1:4      |
| Sieger   | 2022 | Ukrainische U21-Meisterschaft     | Hlib Skrynko           | 3:0      |
| Sieger   | 2023 | Shoot-out                         | Denys Chmelewskyj      | 1:0      |
| Finalist | 2023 | UBA-Pokal (Sommer)                | Tang Li                | 2:3      |
| Sieger   | 2023 | Ukrainischer Unabhängigkeitspokal | Wladyslaw Wyschnewskyj | 5:2      |
| Finalist | 2023 | Ukrainische Meisterschaft         | Tang Li                | 3:5      |
| Finalist | 2023 | Superliha                         | Wladyslaw Wyschnewskyj | 1:3      |
| Finalist | 2024 | Superliha                         | Denys Chmelewskyj      | (1:3) 1  |
| Finalist | 2025 | Billiard-News-Snooker-Club-Pokal  | Tang Li                | 1:3      |

Mannschaft
| Ergebnis | Jahr | Turnier                   | Teampartner     | Finalgegner                      | Endstand |
| -------- | ---- | ------------------------- | --------------- | -------------------------------- | -------- |
| Sieger   | 2021 | Ukrainische Meisterschaft | Julian Bojko    | Anton Kasakow Denys Chmelewskyj  | 3:2      |
| Sieger   | 2023 | Ukrainische Meisterschaft | Petro Sydorenko | Andrij Kljestow Dmytro Ossypenko | 3:0      |